# Hans-Gerd Klesen
Hans-Gerd Klesen (Dörsdorf, nu deelgemeente van Lebach, 18 maart 1932 – aldaar, 11 augustus 2007) was een Duitse componist, arrangeur en dirigent.

## Levensloop
Klesen studeerde van 1956 tot 1958 aan de Hogeschool voor muziek Saar in Saarbrücken en behaalde in 1964 zijn diploma als kapelmeester. In 1964 werd hij dirigent van de Bergkapelle West (Mijnwerkerskapel West), het harmonieorkest van de voormalige Saarbergwerke AG. In deze functie bleef hij tot zijn pensionering in 1994. Daarnaast was hij dirigent van verschillende muziekverenigingen en stedelijke harmonieorkesten zoals de Musikverein "Harmonie" Steinbach (1960-1969 en 1980-1994).
Hij schreef verschillende werken voor harmonieorkest en voor koren.

## Composities

### Werken voor harmonieorkest
- 1982: - Bergknappenmarsch
- 1985: - Das grüne Band der Saar
- 1985: - Grüße aus Steinbach
- 1985: - Neckische Trompeten, voor 3 trompetten en harmonieorkest
- 1985: - Tanz-Fantasie nr. 2
- 1986: - Rauf und runter, intermezzo
- 1986: - Sinfonic-Marsch nr. 1
- 1988: - Alle Neune, voor 3 klarinetten, 3 trompetten, 3 trombones en harmonieorkest
- - Bergmannstreue
- - Der Bergmannsstand sei hoch geehrt
- - Die Straße frei
- - Fest und treu
- - "Frischauf, ihr Bergleut'"
- - Fröhliche Musikanten
- - Froh und heiter
- - Frohe Fahrt
- - Frühlingslaune
- - Glück auf der Steiger kommt
- - "Glück auf" ist unser Bergmannsgruß
- - Gruß aus Bad Driburg
- - Hurtig, hurtig!, galop
- - Klarinetten-Scherze, intermezzo voor 3 klarinetten en harmonieorkest
- - Knappen voran
- - "Lustige Bergleut'"
- - Mit Musik voran
- - Mit Schwung
- - Schaumberger Land
- - Schloß Karlsberg-Marsch
- - Steigermarsch
- - Swinging Sax's Klarinetten-Muckl
- - Tanz-Fantasie nr. 1
- - Wenn schwarze Kittel scharenweis